# 順曉
順曉（生卒年不詳），唐朝時密宗的僧人，著有《悟空入竺記》。
師從善無畏的弟子義林，住在泰山靈巖寺。
後來出任鎮國大德阿闍梨・内供奉，移居現在位於浙江省的龍興寺。在此期間，跟隨一行・不空等人學習密宗。